# 刘作会
刘作会（1930年—），男，辽宁辽阳人，中华人民共和国政治人物，曾任内蒙古自治区人民政府副主席，内蒙古自治区人大常委会副主任。